# Szőkedencs
Szőkedencs là một thị trấn thuộc hạt Somogy, Hungary. Thị trấn này có diện tích 18,69 km², dân số năm 2010 là 286 người, mật độ 15 người/km².